# Valentino (glazbeni sastav)
Valentino je pop-rock sastav iz Sarajeva. Melodični hitovi ih svrstavaju u jedne od najpopularnijih grupa osamdesetih godina u Jugoslaviji.

## Povijest
Grupu "Valentino" je 1982. godine osnovao gitarist Zijo Rizvanbegović, koji je i kompletan autor. Glazbenike je prikupljao postupno, dok je za pjevačem tragao godinu dana, da bi se nakon oglasa u listu "Oslobođenje" grupi priključio pjevač Suad Jakirlić Jaka. Originalnu postavu su činili basist Emir Čolaković, bubnjar Dubravko Smolčić i klavijaturist Igor Tajemnica.
Jeseni 1983. godine objavljuju svoj debi album "No.1", s hit singlom "Volim te još", gdje ženski vokal pjeva Amila Sulejmanović. Pored nje na albumu su gostovali Goran Bregović, Milić Vukašinović, zatim frontmen grupe "Gino Banana" Srđan Jevđević, kao i Mladen Pavičić Pava, koji će kasnije ostvariti veliki uspjeh s grupom Plavi orkestar. Prve nastupe su imali kao predgrupa Bijelom dugmetu po BiH, a u Beogradu su prvi put nastupali u Domu sindikata, otvarajući koncert Bajagi i instruktorima.
Pred drugi album "No.2" dolazi do promjena u bendu, tu je novi klavijaturist Joško Gujinović, kao i dva člana grupe "Bonton Baja", bubnjar Ademir Volić Kufi i multinstrumentalist Nikša Bratoš, koji će znatno obogatiti zvuk grupe Valentino. S albuma su se izdvojile pjesme "Bez tebe", "Ponekad se sjetim da postojiš", "U vrelini noći" kao i balada "Ne, ne boj se". Prateće vokale su pjevale duo Vrele usne, Lejla Trto i Amila Čengić, koje će surađivati s bendom i u kasnijim ostvarenjima.
1987. godine grupa snima treću ploču, za čiju se produkciju pobrinuo Nikša Bratoš. Kao i na ranijim ostvarenjima i ovaj album su pratili radijski hitovi, "Oka tvoja dva", "Potonule lađe", "Kada sam prvi put vidio tebe" i "Kad me više ne bude". Ubrzo Suad Jakirlić odlazi u vojsku, a po povratku počinje raditi kao asistent na Mašinskom fakultetu u Sarajevu. Nikša Bratoš, iako prelazi u Crvenu jabuku, nastavlja suradnju s Valentinom.
Raspad grupe nije poremetilo daljnje planove Zije Rizvanbegovića, koji će već sljedeće godine snimiti novi album "No.4". U grupu dolazi novi pjevač Gordan Prusina iz Mostara, koji je malo prije toga snimio album "Zapisano u zvijezdama" s grupom "Ime ruže". Četvrti album nastavlja već dobro potvrđeni koncept radijskih i tv hitova, pa do publike dolaze pjesme "Samo sklopi okice", "Idu ptice selice" i "Pile moje". Ovaj album smatra se najuspješnijim albumom grupe. Na ploči se nalazi i zanimljiv instrumental "Saksofoni lete u nebo", pjesma koju je Zijo skladao tijekom boravka na Tajlandu, gdje je tražio inspiraciju za snimanje albuma.
Video-spot za pjesmu "Zima '90." najavit će album "No.5 Ponekad noću dok spava grad", prvi koji nosi naziv, a ne samo redni broj, i izaći će u prosincu 1989. godine. Sa skupinom prvi put surađuje producent Željko Brodarić Japa. Uz video-spot i naslovni broj, izdvojile su se još i "Pričaj mi o njoj" i "Srce dam".
Grupa je nastupala na festivalu MESAM s pjesmom "Kada struje nestane" 1991. godine, ali je raspad Jugoslavije zaustavio rad grupe. Članovi benda su bili rasuti svuda po svijetu, a Zijo Rizvanbegović je u Visokom skladao baladu "Bila kuća u centru grada" i nakon toga odlazi iz zemlje.

## Novi početak
Zijo Valentino nakon života u Amsterdamu, stalno mjesto boravka pronalazi u Njemačkoj gdje će snimiti demoalbum "Moja kuća putujuća", na kome prvi put preuzima ulogu glavnog vokala u grupi. U pjesmi "Nema vize, ofentala, duldunga" gostuju Hari Varešanović, Alen Islamović i Saša Lošić.
U ljeto 2001. godine Zijo kao pjevač obnavlja rad grupe i nastupa na festivalu "Sunčane skale" s pjesmom "Odlazim, korak naprijed, natrag dva", a ubrzo zatim snima prvi studijski album nakon dvanaest godina "No.6 Sve su se moje cure udale". Veoma gledanim video-spotovima za pjesme "Kad se spuste zavjese" i "Upomoć", povratnički album nailazi na pozitivne reakcije. Na albumu ponovno surađuje Nikša Bratoš, kao i Vrele usne.
20 godina postojanja će obilježiti kompilacija "20 pjesama 20 hitova", ciljno sa zakašnjenjem od godinu dana. Na CD-u su pored starih hitova uvrštene i "Miriše na tebe", s kojom su nastupali na festivalu u Budvi 2003. godine, balada "Ti govoriš dok šutiš", u kojoj se koristi refren iz starog hita "Nisam se prodao" iz 1987. godine, kao i "Megamix"
Na Valentinovo 2006. godine uz dnevni list "Kurir" prodavan je CD "Balade", a iste godine će izaći i sedmi studijski album. Pažnju privlače pjesme "Skini mi se bona s mog telefona", "Samo ljubi", a album bilježi i "Ja te Mićo ne volim" u kojoj gostuje pjevačica narodne glazbe Stojanka Novaković Stoja.
Na kompilacijskom izdanju "Platinum Collection" iz 2007. godine, nalazi se nova pjesma "Šuplje cipele", u kojoj gostuje glumica Marta Keler, s kojom će Zijo Rizvanbegović nekoliko godina kasnije dobiti sina. 2011. godine, prvi album uživo "Samo sklopi okice" sadrži materijal snimljen na zatvaranju festivala "Beer Fest" u Beogradu 2009. godine.

## Albumi
Studijski albumi
- No.1, 1983.
- No.2, 1985.
- No.3, 1987.
- No.4, 1988.
- No.5 Ponekad noću dok spava grad, 1989.
- No.6 Sve su se moje cure udale, 2001.
- No.7, 2006.

Kompilacije, uživo i demoalbumi
- Moja kuća putujuća – demoalbum, 1996
- Moje najljepše pjesme – kompilacija, 1998.
- 20 pjesama 20 godina – kompilacija, 2004.
- Balade – kompilacija, 2006.
- Platinum collection – kompilacija, 2007.
- Live !! Samo sklopi okice – uživo, 2011.